# 쇠집박쥐
쇠집박쥐 또는 엔도집박쥐(Pipistrellus endoi)는 애기박쥐과에 속하는 박쥐의 일종이다. 일본에서 발견되는 것으로 추정된다. 온대 기후 숲에서 서식한다.

## 특징
작은 박쥐로 몸길이가 40.7~49mm이고 전완장은 30.2~33.8mm, 꼬리 길이는 29.5~39.6mm이다. 발 길이는 6.5~8.3mm, 귀 길이는 10.3~12.6mm이다. 털은 양털처럼 부드럽다. 전체적인 몸 색깔은 윤이 나는 불그스레한 갈색이다. 주둥이는 거무스레하다. 귀는 짧다.

## 생태
나무 구멍 속에 은신하고 동굴 내부에서 서식하는 것으로 추정된다. 먹이는 곤충이다.

## 분포 및 서식지
혼슈와 시코쿠의 9개 현에서만 발견된다. 해발 100m와 1,500m 사이의 탈락성 성숙림에서서 서식한다.